# Representações de São Francisco de Assis na obra de El Greco
Esta é uma lista de representações artísticas de São Francisco de Assis na obra de El Greco, pintor manerista grego ativo na Itália e na Espanha que operou, entre a segunda metade do século XVI e o início do século XVII, uma bem sucedida síntese entre a cultura pós-bizantina e a poética latino-européia. Francisco de Assis foi certamente o santo mais representado por El Greco. O artista dedicou à imaginária franciscana ao menos 25 obras inteiramente autógrafas e em seu ateliê foram produzidas mais de 100 representações do tema, distribuídas por ao menos dez composições.

## Lista de pinturas
| Imagem                   | Informações técnicas                                                              | Status atributivo e outras informações                | Localização                          |
| ------------------------ | --------------------------------------------------------------------------------- | ----------------------------------------------------- | ------------------------------------ |
| &0000000000026727.000000 | Êxtase de São Francisco c. 1580 Óleo sobre tela 102 x 75 cm                       | Atribuído a El Greco. \| Palácio Episcopal Siedlce    |                                      |
| &0000000000026727.000000 | São Francisco recebendo os estigmas c. 1585-1590 Óleo sobre tela 105 x 80 cm      | Atribuído a El Greco. \| Coleção particular           |                                      |
| &0000000000026727.000000 | São Francisco recebendo os estigmas 1585 Óleo sobre tela 107 × 87 cm              | Atribuição segura.                                    | Escorial San Lorenzo de El Escorial  |
| &0000000000026727.000000 | São Francisco recebendo os estigmas c. 1585-1590 Óleo sobre tela 102 x 97 cm      | Atribuído a El Greco. \| Walters Art Museum Baltimore |                                      |
| &0000000000026727.000000 | Êxtase de São Francisco com os Estigmas c. 1590-1595 Óleo sobre tela              | Atribuído a El Greco.                                 | Museu de Belas Artes Pau             |
| &0000000000026727.000000 | Êxtase de São Francisco com os Estigmas c. 1600 Óleo sobre tela 72 x 55 cm        | Atribuído a El Greco.                                 | Museu de Arte de São Paulo São Paulo |
| &0000000000026727.000000 | Êxtase de São Francisco com os Estigmas século XVII Óleo sobre tela 97,2 x 72,4cm | Ateliê de El Greco. \| Coleção particular             |                                      |